# Cigarettes and Valentines
Cigarettes and Valentines fue un álbum de estudio no lanzado de la banda de pop punk Green Day, que habría sido la continuación del álbum Warning, lanzado en 2000.

## Historia
El álbum era la continuación de Warning, pero en el verano de 2003, cuando estaba casi terminado, las grabaciones de veinte temas fueron robadas del estudio. En lugar de volver a grabar el álbum, la banda decidió empezar de cero, lo que llevó a la creación de American Idiot.
El cantante Billie Joe Armstrong dijo que el material del álbum eran «cosas buenas». Musicalmente, el material de Cigarettes and Valentines era de un estilo punk que seguía el de las canciones de los álbumes Insomniac y Kerplunk. Este sonido contrasta con el de los dos anteriores álbumes de estudio, Nimrod y Warning, en los cuales aparecen canciones de rock alternativo y folk punk, respectivamente.
El bajista Mike Dirnt describió la decisión de la banda de volver al sonido de sus primeros álbumes diciendo: «Hemos tenido un buen descanso para hacer música dura y rápida y esto nos hizo querer volver a hacerlo».[cita requerida]
Sin embargo, Green Day calificó al robo como una «bendición disfrazada», creyendo que el álbum no era lo «máximo de Green Day». Dirnt admitió que se hicieron copias de seguridad de las cintas, pero afirma que «simplemente no eran las mismas que las originales».[cita requerida]
Las canciones de Cigarettes and Valentines no fueron remezcladas, de acuerdo con la información que se dio en varias entrevistas de la banda, por lo que no existen versiones legítimas de las canciones, ni lista de canciones, ni ilustraciones para el álbum. Las pistas para la batería, bajo, guitarra y voz fueron robadas, presuntamente, a manos de alguien cercano a la banda o del estudio y aún hoy en día no se han recuperado.[cita requerida]
Cuando el proyecto paralelo de Green Day, The Network, lanzó el álbum Money Money 2020, algunos seguidores especularon con una regrabación del álbum o que contenía aspectos del mismo. Sin embargo, en varias entrevistas Billie Joe Armstrong ha negado cualquier conexión entre los dos proyectos.[cita requerida]

## Situación actual
Una canción titulada «Cigarettes and Valentines» fue tocada por primera vez en vivo en el concierto en Greenwood Village, Colorado, el 28 de agosto de 2010, durante el concierto de la banda en el Anfiteatro Comfort Dental, durante el 21st Century Breakdown World Tour.
Este show fue filmado para contribuir finalmente al próximo álbum en vivo, Awesome as Fuck, dando lugar a especulaciones de que algunas de las canciones de las sesiones de grabación de Cigarettes and Valentines serían lanzadas. En el mismo concierto, Green Day también interpretó la canción «Olivia», que también se grabó en estas sesiones.